# Bon MEFO

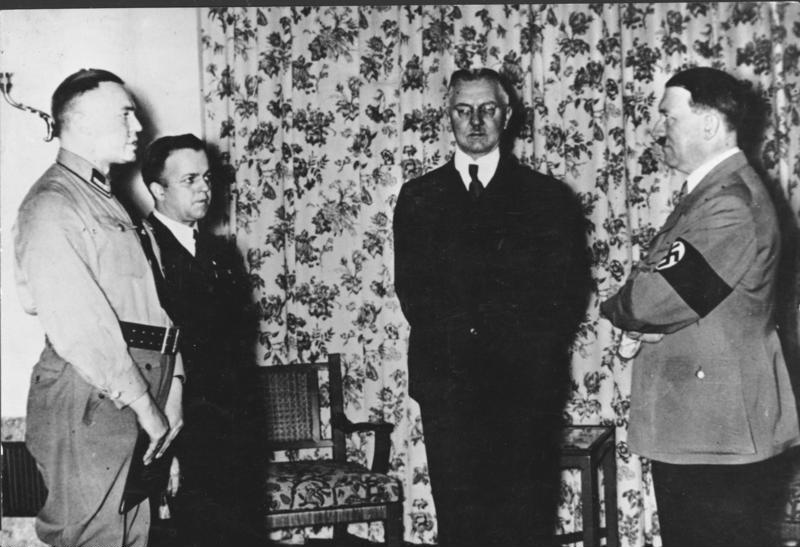
Photo de l'accord du bon mefo

Les bons MEFO, pour (de) Metallurgische Forschungsgesellschaft, sont des obligations d'entreprise, qui ont été mis en place en Allemagne par Hjalmar Schacht, ministre de l'économie du Reich et président de la Reichsbank, sous le régime nazi. 
Émis à partir de l'été 1934, et s'inspirant des précédents bons Öeffa (1932-1933), ils avaient pour but cette fois de financer uniquement l'industrie de l'armement allemande en contournant les restrictions imposées par le traité de Versailles. Ils s'inscrivaient dans le cadre d'un vaste projet de relance économique tout en permettant de contenir l'inflation. Ils étaient utilisés pour commercer avec l'Europe de l'Est, l'Europe centrale et l'Amérique latine, permettant ainsi de ne pas passer par le marché de changes et donc de ne pas laisser de traces comptables. Ils étaient aussi employés pour rémunérer les entreprises fournissant le Reich. 
La Metallurgische Forschungsgesellschaft mbH était une compagnie fondée par les firmes Krupp et Siemens, compagnie fictive en réalité car n’ayant aucune activité si ce n’est dans ce simple rôle de façade pour des opérations financières. Les banques et les municipalités étaient obligées d’acheter des bons MEFO, jusqu’à hauteur de 30 % de leur portefeuille pour les banques et de 90 % pour les municipalités et compagnies d’assurance.[réf. nécessaire]
Le taux d'intérêt des bons MEFO était de 4 %. Ils pouvaient être considérés comme un substitut à la monnaie traditionnelle. Paul Jorion estime cependant que leur utilisation relevait du troc. Les bons MEFO étaient convertibles en reichsmark sur demande auprès de la Reichsbank. Ils pouvaient être librement échangés et étaient garantis par l'État. Des bons MEFO pour un montant de 4,8 milliards de marks étaient en circulation en 1934 et 1935, en comparaison la masse monétaire officielle était de 6 milliards de marks. 
De 1933 à 1939, le taux de croissance du PIB en Allemagne varie entre 6 % et 11 %. L'inflation est contenue entre 0 % et 4 %. L'émission de bons MEFO était proportionnelle à la quantité de biens produits par l'économie allemande faisant que la quantité de bons MEFO et la quantité de biens étaient toujours à l'équilibre. L'armement passe de 1 % à 20 % du budget national. 
En 1938, Hjalmar Schacht désire mettre fin au programme des bons MEFO. Il estime qu'ils ont atteint leurs objectifs, l'Allemagne étant en situation de plein emploi (le taux de chômage était de 25 % en 1933). Il craint que la réduction de l'écart de production n'engendre le retour d'une inflation incontrôlable. Hermann Göring est nommé en octobre 1936 responsable du développement économique par Adolf Hitler : écarté, Schacht perdit ses fonctions de ministre en novembre 1937 puis fut sommé de démissionner de la présidence de la Reichsbank le 19 janvier 1939.
Fin 1938, un montant cumulé de 12 milliards de reischmarks en bons MEFO était en circulation, à comparer aux 19 milliards  d'emprunts d'État émis par l'Allemagne. Le montant total de bons MEFO émis n'a jamais été connu.
Les bons MEFO de Hjalmar Schacht sont aujourd'hui considérés comme un instrument de politique monétaire non-conventionnelle. Certains y voient des similitudes avec l'idée de monnaie hélicoptère développée par Milton Friedman à la fin des années 1960.

## Sources
1. 1 2 3 4  Paul Jorion, « Le système monétaire idéal de John Maynard Keynes (V) Où Keynes découvre que le système monétaire idéal existe déjà | Blog de Paul Jorion », 6 juin 2014 (consulté le 22 septembre 2019)
2. 1 2 3 4 5 6  Biagio Bossone et Stefano Labini, « Macroeconomics in Germany: The forgotten lesson of Hjalmar Schacht », sur VoxEU.org, 1er juillet 2016 (consulté le 22 septembre 2019)
3. ↑  (en) Christopher Kopper, « Banking in National Socialist Germany, 1933–39 », in: Financial History Review, avril 1998, 5 (1), pp. 59-60.

## Pour approfondir
- (en) Liaquat Ahamed, Lords of Finance : 1929, The Great Depression, and the Bankers who Broke the World, Penguin Books, 2009, 576 p. (ISBN 978-1-84794-300-2)
- Jean-François Bouchard, Le banquier du diable, Paris, Max Milo, 2015, 288 p. (ISBN 978-2-315-00630-4)
- (en) Christopher Kopper, « Banking in National Socialist Germany, 1933–39 », Financial History Review, Cambridge University Press, vol. 5, no 1,‎ avril 1998 (DOI https://doi.org/10.1017/S0968565000001414)
- [vidéo] Gil Rabier, Les nazis et l'argent, documentaire, Arte, 2010, 90 minutes.